# Kunstakademi
Kunstakademier er uddannelsessteder, hvor man bliver udlært i at lave kunst og får en viden om kunst. Den kunstakademiske uddannelse er en længerevarende uddannelse og tager ofte 5-6 år at fuldføre. Der bliver undervist i blandt andet kunsthistorie, billedkunst, keramik og installationskunst på de danske kunstakademier.